# Rômulo Marques Antoneli
Rômulo Marques Antoneli (Inhaúmas, Goiás, 25 de febrero de 1982) es un exfutbolista brasileño. Jugaba de delantero y fue profesional entre 2001 y 2014.

## Clubes
| Club                     | País     | Año       |
| ------------------------ | -------- | --------- |
| Botafogo                 | Brasil   | 2001      |
| Goiás                    | Brasil   | 2002      |
| Asteras Tripolis         | Grecia   | 2002      |
| Novo Horizonte           | Brasil   | 2003      |
| CRAC                     | Brasil   | 2003      |
| Ituano                   | Brasil   | 2003      |
| Comercial                | Brasil   | 2004      |
| Ituano                   | Brasil   | 2004      |
| Mainz 05                 | Alemania | 2005      |
| Grêmio                   | Brasil   | 2006      |
| Cruzeiro                 | Brasil   | 2007      |
| Beitar Jerusalén         | Israel   | 2007-2008 |
| Cruzeiro                 | Brasil   | 2008      |
| Estrasburgo              | Francia  | 2009      |
| Coritiba                 | Brasil   | 2009      |
| Atlas                    | México   | 2010      |
| Guarani                  | Paraguay | 2010      |
| Grêmio Prudente          | Brasil   | 2011      |
| Brasiliense              | Brasil   | 2011      |
| Westerlo                 | Bélgica  | 2011      |
| Ironi Nir Ramat HaSharon | Israel   | 2011      |
| Fortaleza                | Colombia | 2012      |
| CRAC                     | Brasil   | 2013      |
| Audax Rio                | Brasil   | 2013      |
| Valletta                 | Malta    | 2013      |
| Trindade                 | Brasil   | 2014      |

## Palmarés
| Título            | Club             | País   | Año  |
| ----------------- | ---------------- | ------ | ---- |
| Campeonato Goiano | Goiás            | Brasil | 2002 |
| Serie C           | Ituano           | Brasil | 2003 |
| Ligat ha'Al       | Beitar Jerusalén | Israel | 2008 |
| Copa de Israel    | Beitar Jerusalén | Israel | 2008 |

- Datos: Q709457
- Multimedia: Rômulo / Q709457